# Große Hungersnot in Griechenland
Die Große Hungersnot (griechisch Μεγάλος Λιμός Megálos Limós) im Herbst und Winter 1941/1942 war die mit Abstand schlimmste Hungersnot in der Geschichte Griechenlands. Sie war die Folge einer auf maximale wirtschaftliche Ausbeutung ausgelegten Besatzungspolitik des NS-Staates während der deutschen Besatzung Griechenlands. Die Schätzungen über die Zahl der Menschen, die in Griechenland während des Zweiten Weltkrieges an den direkten oder indirekten Folgen des Hungers starben, schwanken zwischen 100.000 und 450.000 Opfern.

## Chronologie

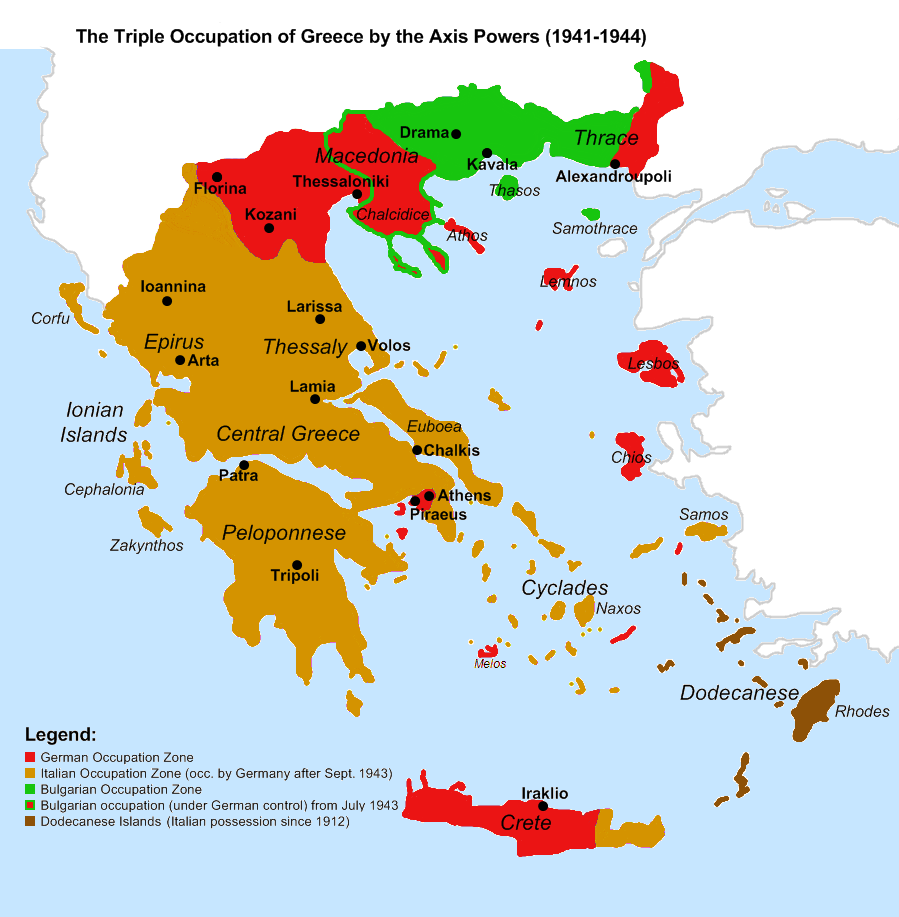
Die 3 Besatzungszonen in Griechenland. Braun: Italienische Zone, Rot: Deutsche Zone und Grün: Bulgarische Zone

### Vorgeschichte
Im Rahmen des Balkanfeldzugs überschritt am 6. April 1941 die 12. Armee der deutschen Wehrmacht die Grenze zu Griechenland. Am 9. April durchbrach ein Wehrmachtskorps mit starker fliegerischer Unterstützung durch Sturzkampfflugzeuge die Gebirgsbefestigungen der Metaxas-Linie bei dem Fort Roupel im Tal des Strymonas. Am gleichen Tag erreichten deutsche Panzerverbände Thessaloniki und besetzten die Stadt. Der Feldzug auf dem griechischen Festland endete am 29. April mit der Einnahme von Kalamata im Süden der Peloponnes.

### 1941

#### Willkürliche Ausbeutung

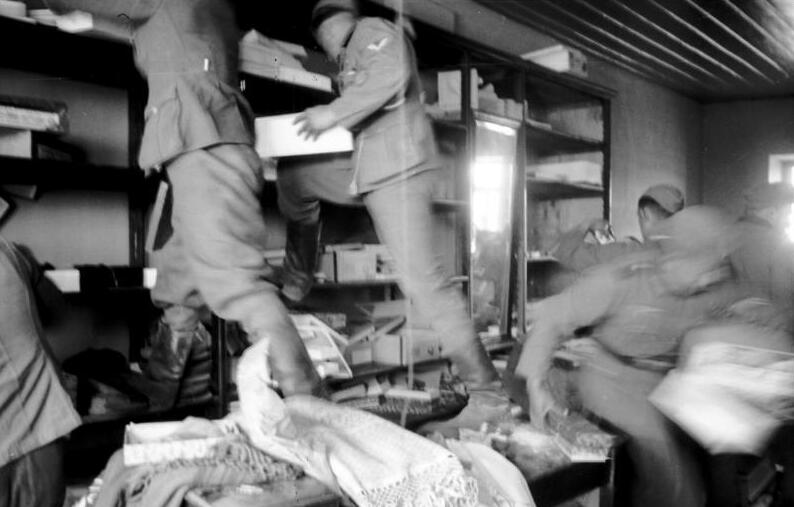
Wehrmachtssoldaten plündern ein Ladengeschäft, 1941

Am 28. April 1941 begannen Angehörige der Wehrmacht mit der Plünderung Athens. Der Journalist Laird Archer berichtete, wie Wehrmachtssoldaten Geschäft für Geschäft in der Innenstadt ausräumten. Die erbeuteten Waren wurden von den Soldaten in Päckchen in die Heimat geschickt, leere Geschäfte wurden für nachfolgende Soldaten außen markiert. Die Besatzer betrachteten die Güter als ihre Kriegsbeute. Dies war eine Missachtung der Haager Landkriegsordnung von 1907. Es wird auch berichtet, wie Arbeitnehmer in Büros und Geschäften bereits nach wenigen Tagen nur noch geleerte Geschäftsräume vorfanden. Ladeneinrichtungen und Möbel wurden als Brenn- und Heizmaterial verwendet. Innerhalb kürzester Zeit brach der Handel zusammen. Durch das Konfiszieren vieler Gerätschaften und aller Fahrzeuge, beispielsweise Mühlen und Lieferfahrzeuge bis hin zu Fahrrädern, wurde die Verarbeitung, Haltbarmachung und Distribution von Lebensmitteln weitgehend unterbunden.
Ausgangsverbote und die Verhinderung des Warenverkehrs hatten aufgrund der damals üblichen Vorratshaltung vorerst wenige Auswirkungen. Auch waren die Beschlagnahmungen und Plünderungen durch Wehrmachtsangehörige eher willkürlicher Natur. Auf dem Land waren die Auswirkungen weitaus geringer, da hier anders als in Athen, Thessaloniki und den Kykladeninseln eine Flora und Fauna bestand, die über die beschlagnahmten Lebensmittel hinaus Essbares bot. Beispielsweise wurden Kerne zu Mehl gemahlen, Wurzeln und Kleintiere verspeist. So gab es in den beiden Regionen Thessalien und Epirus zumindest bis 1943 keine Todesopfer durch Nahrungsmittelmangel.
Auf den Inseln Lesbos und Chios war die Präsenz der deutschen Soldaten für Patrouillengänge und Kontrollen nicht ausreichend. Plünderungen und Repressalien beschränkten sich weitestgehend auf die ersten Tage der Besetzung. Zwischen den Soldaten und der Bevölkerung entwickelte sich mit der Zeit Tauschhandel.

#### Systematische Ausbeutung
Durch die Besatzungsbehörden wurde die systematische Demontage von Fertigungsanlagen geplant und organisiert.
Lebensmittel wurden in großen Mengen und systematisch abgezogen. Eine Mitteilung an das Reichsernährungsministerium besagte, dass für Athen eine tägliche Brotration von 192 g festgelegt worden sei, man diese aber schon kurz darauf auf 92 g habe senken können. Auf dem Land wurde die Verteilung von Brot gänzlich eingestellt. Die beschlagnahmten Lebensmittel wurden vornehmlich zur Versorgung der Wehrmachtstruppen an der Ostfront, Südosteuropa und Afrika eingesetzt. Der Warenwert der Beschlagnahmungen an Lebensmitteln aus staatlichen Lagerhäusern in den ersten Monaten wurde damals von der griechischen Regierung auf 15.480.334 £ geschätzt. Laut Wehrmachtsangaben wurden im November 1941 4.000 Tonnen Feigen, 181.000 Tonnen Rosinen und Trauben, 10.000 Tonnen Olivenöl sowie Reis, Zucker, Fett und andere Lebensmittel konfisziert. Anschließend wurden 2.500 Tonnen Olivenöl der Kollaborationsregierung zur Verteilung an die Bevölkerung abgegeben. Günther Altenburg, der Generalbevollmächtigte des deutschen Reiches in Griechenland, erwirkte eine bessere Versorgung von Arbeitern, die in der Rohstoffgewinnung tätig waren.
Aus Lesbos und Chios wurden im Juli 1941 495 Tonnen Olivenöl, 50 Tonnen Lederwaren, 81 Tonnen Seife und 52 Tonnen Felle verschifft, teilweise gegen Bezahlung, allerdings mit Geld, das zuvor erbeutet wurde. Eine zweite Lieferung umfasste 25.000 Orangen, 4500 Zitronen und 100.000 Zigaretten. Die Bevölkerung zeigte sich kooperativ mit der Besatzungsmacht, daher erhielten die Inseln eine Lieferung von 400 t Weizen. Diese wurde der BBC und anderen Medien vorgeführt. Weitere Lieferungen von den beiden Inseln blieben ohne Gegenleistung.

#### Aktivitäten der Bevölkerung zur Linderung der Not

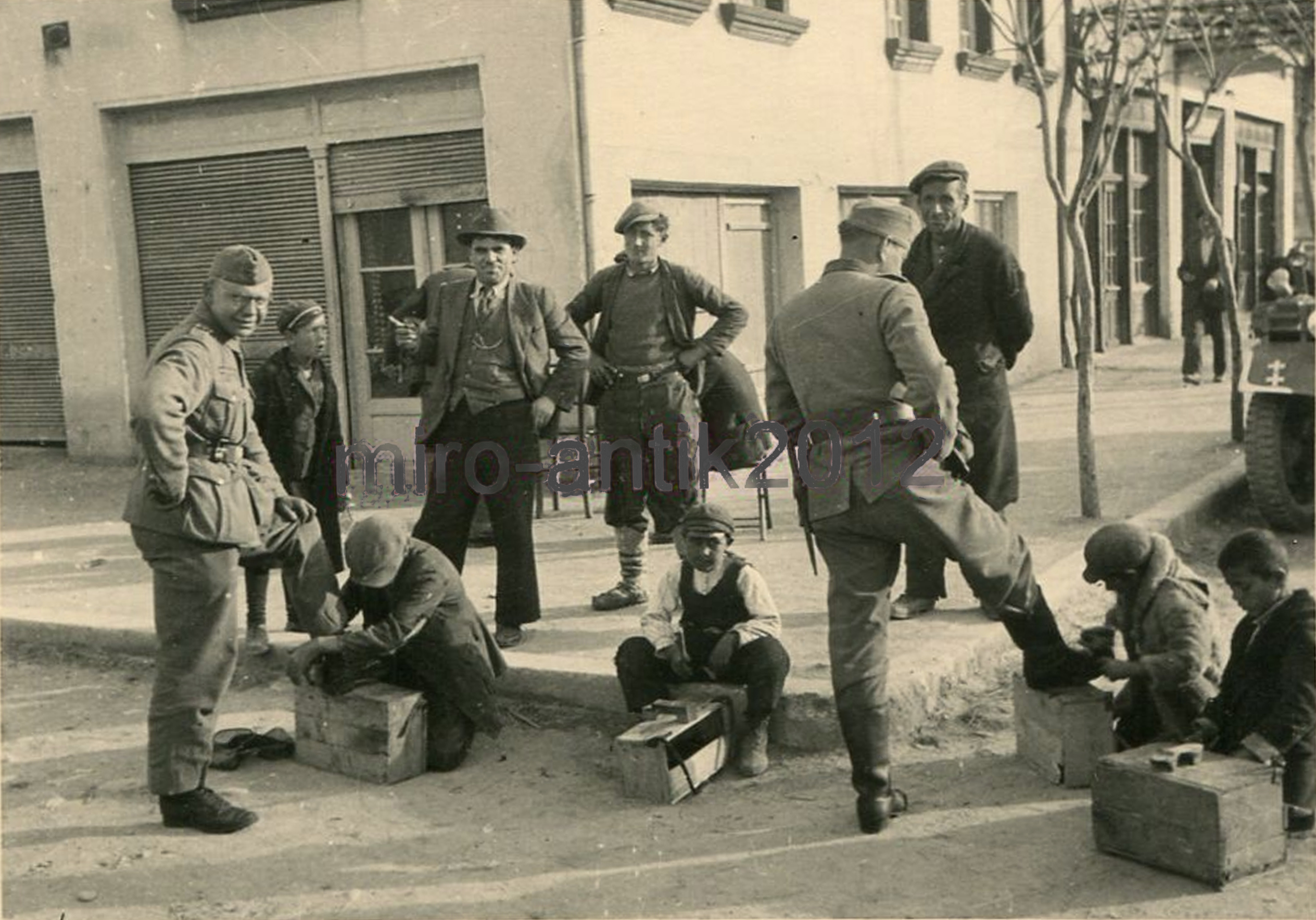
Kinder arbeiten als Schuhputzer für Wehrmachtssoldaten, Kavala 1941

Ende 1941 waren noch Hamsterfahrten der Bevölkerung mit der Bahn möglich. Athener konnten Wertsachen wie Silberbesteck und Goldschmuck – sofern sie noch welche hatten – auf dem Land gegen Lebensmittel tauschen. In einem Fall, in dem zwei Mädchen über Deutschkenntnisse verfügten, wurden sie von Soldaten auf dem LKW mitgenommen, ihnen wurden später aber alle Lebensmittel und Wertsachen gestohlen, nachdem man ihnen gesagt hatte, sie müssten nur kurz für eine Kontrolle aussteigen. Italienischen Berichten zufolge vergruben manche Familien ihre Toten heimlich bei Nacht, um die Lebensmittelkarten behalten zu können.

#### Internationale Hilfsaktionen
Im September 1941 erreichte das türkische Schiff SS Kurtuluş mit einer Hilfslieferung Griechenland. Diese war eher symbolischer Natur und konnte das Leid nicht lindern, führte aber zu einer weltweiten Aufmerksamkeit für die Situation in Griechenland. Der Winter 1941–1942 war ein Extremwinter mit Tiefsttemperaturen und verschärfte die Lage der Bevölkerung. Das Internationale Rote Kreuz (IRK) befasste sich mit der Situation. Schweden bot sich an, 15.000 Tonnen Weizen aus Kanada herzutransportieren. Bis ins Jahr 1942 hielt Großbritannien jedoch seine Mittelmeerblockade aufrecht, sodass die Lieferungen zunächst nicht durchgeführt werden konnten – vordergründig damit begründet, dass gemäß Haager Landkriegsordnung die Besatzer eines Landes dessen Versorgung übernehmen müssten. Dahinter stand allerdings das Kalkül des Foreign Office, dass die Achsenmächte zunehmend mit diesem Gebiet beschäftigt sein würden, wenn es dort aufgrund der Hungersnot zu Aufständen kommen sollte; dies würde Ressourcen und Kräfte binden. Ende März 1942 lenkten die Briten schließlich – aus humanitären Gründen und auf Bitten des Vatikans – ein und gestatteten die Durchfahrt der ersten Hilfssendung des IRK.
Die Besatzungsbehörden führten über die Todesfälle Buch. Die durchschnittliche Anzahl der Todesfälle im November vervierfachte sich 1941 gegenüber dem gleichen Zeitraum von 1931 bis 1940; allein im Zeitraum Januar bis März versechsfachte sich diese. Die Sterblichkeitsrate bei Neugeborenen erreichte 90 %.
Mit dem Ziel, durch Lebensmittellieferungen die durch die Ausbeutung verursachte Not zu lindern, wurde aus einer im Herbst 1941 gegründeten Initiative in Oxford 1942 Oxfam gegründet.

### 1942

#### Systematische Ausbeutung ab 1942
Eine weitere Maßnahme der Besatzer war die extreme Steigerung der Geldmenge und die Bezahlung der Wehrmachtssoldaten mit diesem Geld. Am 1. Oktober 1942 wurde die Deutsch-Griechische Warenausgleichsgesellschaft gegründet. Die Bank von Griechenland wurde gezwungen, ihre Devisenreserven in Form einer Zwangsanleihe abzugeben, deren Höhe bei Kriegsende 476 Millionen Reichsmark betrug. Die weiterhin – wenn auch weniger intensiv – stattfindende Abfuhr von Wirtschaftsgütern wurde mit einer stetigen Anhebung der „Besatzungskosten“ formell ausgeglichen. Griechenland hatte hohe Kosten dieser Art für die Besetzung seines Landes – nach Angaben der griechischen Historikerin Gabriella Etmektsoglou pro Kopf gerechnet sogar die höchsten der besetzten Länder – zu entrichten. Der Historiker Götz Aly weist darauf hin, dass 1942 die in erster Linie von deutschen und in zweiter Linie italienischen Besatzungstruppen verursachten Besatzungskosten und Staatsausgaben rund 90 Prozent des tatsächlichen Volkseinkommens beansprucht hätten". Jüdischen Gemeinden in Griechenland wurden spezielle Abgaben auferlegt. Die Besatzung brachte, so Kaspar Dreidoppel in seiner Studie, Griechenland den Ruin: „zerstückelt, ausgebeutet, verhungert, gedemütigt“.
Nachdem ab Ende 1942 aufgrund der Demontage der Maschinen und Werkzeuge keine Fertigwaren mehr erzeugt werden konnten, konzentrierte sich die Ausbeutung auf Lebensmittel und Rohstoffe. Für diese wurden Vertreter der deutschen Industrie herbeigeholt. So wurden zwischen Mai 1941 und November 1944 ca. 28.000 Tonnen reines Chrom aus Griechenland abtransportiert, die ein Viertel des Bedarfs der deutschen Kriegswirtschaft im Zweiten Weltkrieg abdeckten.

#### Deutsche Propaganda und Rechtfertigung
Kritische Stimmen zur Versorgungssituation der Bevölkerung wurden von amtlicher Seite abgewiesen. Die deutsche Presse ging einen Schritt weiter und suggerierte darüber hinaus, das Land werde von den Achsenmächten unterstützt: „Verdienen es die Menschen in den griechischen Städten, die gegenwärtig nur aus Händlern, Schleichhändlern, Dieben und Arbeitsscheuen zu bestehen scheinen, mit Lebensmittellieferungen der Achsenmächte am Leben gehalten zu werden […]. Wie lange es sich die Achsenmächte es sich in ihrem harten Kampf leisten können, eine Bevölkerung von Millionen Nichtstuern zu ernähren, bleibt abzuwarten.“
Als sich der verbündete italienische Außenminister Galeazzo Ciano über die Situation in Griechenland beschwerte, sagte ihm Hermann Göring im November 1941: „Wir können uns nicht auch noch um die hungernden Griechen kümmern“ und riet ihm, die Situation nicht ernst zu nehmen. Der Historiker Mark Mazower kommt zu dem Schluss: „Den Beamten in Berlin waren Norwegen, Belgien und die Niederlande wichtiger, falls Deutschland Lebensmittel übrig hatte.“ Obwohl Italien zu diesem Zeitpunkt bereits selbst mit Nahrungsmittelknappheit zu kämpfen hatte, bemühte sich Rom viel stärker als Berlin, Hilfslieferungen mit Getreide nach Griechenland zu verschiffen. Da das Besatzungsgebiet langfristig betrachtet in den italienischen Lebensraum eingegliedert werden sollte, hatte die faschistische Regierung gute Gründe, umsichtiger zu agieren: „Griechenland […] sollte wirtschaftlich funktionsfähig bleiben.“ Im Berliner Außenministerium hingegen war man der Ansicht, dass Griechenland fortan „in den italienischen Verantwortungsbereich gehöre und eine Belieferung aus deutschem Bestand nicht in Frage komme“.
Um eine rechtliche Rechtfertigung für die gezielte Wegnahme von Nahrungsmitteln zu konstruieren, wurde von deutscher Seite nicht nur auf die „Besatzungskosten“ verwiesen, sondern in der Spätphase auch auf die Partisanenbekämpfung. In einem der Nürnberger Nachkriegsprozesse machte ein Stabsoffizier folgende Aussage: „Um überhaupt nachhaltig die feindliche Tätigkeit zu stören, war die Führung bestrebt, mit stärkeren Kräften in die Organisationszentren des Widerstands einzubrechen und dort die Lebensgrundlagen der aufständischen Verbände zu zerstören. Das bedeutete Abtransport oder Vernichtung feindlicher Versorgungslager, Zerstörung des Nachrichtennetzes und Zerstörung der Hauptbandennester.“
Die Berichterstattung hatte sich ab 1943 zum Negativen gewandelt, ein Mittel dieser neuen Griechenfeindlichkeit war zu suggerieren, die Griechen würden eine Antipathie gegen Deutsche hegen.

#### Die Situation der Bevölkerung
Das Time-Nachrichtenmagazin bezeichnete Griechenland als „Hungriest Country“ und berichtete am 9. Februar 1942, eine Woche zuvor habe in Athen ein Laib Brot umgerechnet 15 $ gekostet. Kartoffeln, Feigen, Rosinen und Tomaten seien zu keinem Preis mehr zu bekommen. Begleitet wurde die Situation durch zahlreiche Epidemien.
Nach einem Jahr Besatzung fragen im April 1942 die in Griechenland erscheinenden „Deutschen Nachrichten“ hinsichtlich der extremen Auswirkungen der Wirtschaftspolitik: „Wird Griechenland überleben?“ Das US-amerikanische Life-Magazine berichtete in der Ausgabe vom 3. August 1942: Menschen sterben in Athen auf den Straßen, weil sie geschwächt durch den Hunger nicht mehr nach Essbarem suchen können. In einigen Gegenden sind 20 % der Bevölkerung seit Anfang des Jahres verhungert. Die Deutschen schlachten das Kalb, welches ihre Truppen mit Milch versorgt." In dem Bericht werden Bilder von Athener Straßen gezeigt, die mit Leichen gesäumt sind, sowie ein Kommunalfahrzeug, welches Leichen einsammelt.

### Abklingen der Hungersnot: Ende 1942 bis 1944
Ende 1942 wurde ein Rückgang der Todesrate verzeichnet. Möglich ist jedoch auch, dass aufgrund der Hilfslieferungen die Angehörigen Todesfälle nicht meldeten. Als nahezu gesichert gilt, dass in den italienisch verwalteten Orten Zahlen verfälscht wurden, um eine geringere Sterblichkeitsrate vorzutäuschen, und das, obwohl die katastrophale Versorgungssituation in erster Linie auf die Wehrmacht zurückging. Während die Wehrmacht weiterhin Lebensmittel im großen Stil konfiszierte und fortschaffte, wurden die dürftigen Hilfslieferungen der Alliierten und neutraler Staaten über das Rote Kreuz verteilt.
Die Zerstörung der Infrastruktur sowie aufgrund der Kriegshandlungen stark eingeschränkte Möglichkeiten, Waren vor deren Verderben in das Deutsche Reich zu schaffen, führten in ländlichen Gegenden teilweise wieder zu einer Linderung der Not. Es ist überliefert, wie die Bewohner einer Insel über lange Zeit nur Orangen oder Trauben aßen.

## Folgen der Hungersnot

### Zahl der Opfer

Bevölkerungsentwicklung (vermutlich die monatlichen Todesfälle in Relation zur Geburtenrate) in der Stadt Athen

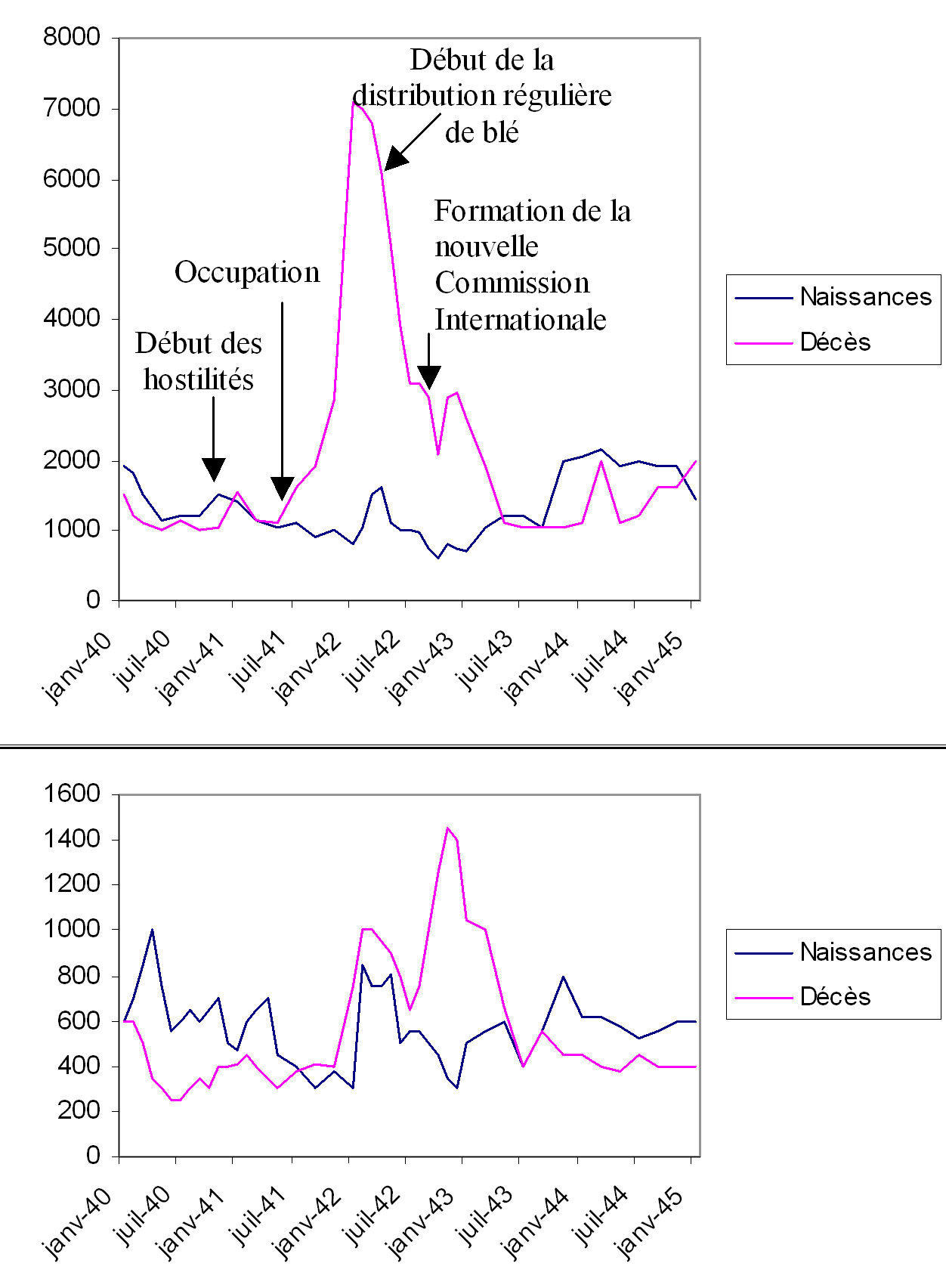
Grafik mit den Zahlen 1941–1944

Die Schätzungen über die Zahl der Menschen, die in Griechenland während des Zweiten Weltkrieges an den direkten oder indirekten Folgen des Hungers starben, schwanken zwischen 100.000 und 450.000 Opfern. Der Historiker Kaspar Dreidoppel, der diese Schätzungen nennt, positioniert sich folgendermaßen: „Ich persönlich tendiere zur Zahl von 100.000 Toten für die Gesamtperiode des Hungers“. Dabei räumt er ein, dass auch jüngere einschlägige Studien, wie etwa die Dissertation von Violetta Hionidou, die Zahl der Hungertoten sehr viel höher annehmen. So gehe Hionidou davon aus, die Ernährungskrise habe rund 5 Prozent der griechischen Gesamtbevölkerung zu Tode gebracht, was ungefähr 360.000 Hungeropfern entspräche. In seiner Schlussbetrachtung bewertet Dreidoppel die deutsche Besatzungspraxis in Griechenland ausdrücklich als „Hungerstrategie“.
Der britische Historiker Mark Mazower schätzt, dass die deutsche Kriegführung und Besatzung bis 1943, einschließlich der durch den Geburtenausfall mit bedingten demographischen Verlusten, 300.000 Menschenleben gekostet habe, die direkt oder indirekt als ein Ergebnis der Nahrungsmittelknappheit anzusehen seien. Für den Schwerpunkt der Hungersnot, den Winter 1941/42, werden von Mazower mehrere Zehntausend Hungertote angegeben, von anderen Historikern ungefähr 100.000 Opfer.
Die Ursachen sind nicht zu verwechseln mit Vergeltungsmaßnahmen an der Zivilbevölkerung, welche von den Nationalsozialisten angeordnet und als Vergeltung für Angriffe durch Partisanen gerechtfertigt wurden.

### Spätere Auswirkungen
- Die Anzahl der Menschen, die infolge der Hungersnot langfristige gesundheitliche Schäden davongetragen haben, dürfte die Anzahl der Todesopfer um ein Vielfaches übersteigen.
- Die Kombination aus Krieg und Hungersnot brachte radikalen Kräften enormen Zulauf. Die Kommunisten konnten erstmals auch in ländlichen Gegenden Fuß fassen.[36]
- Die Demontage der griechischen Industrie und die damit verbundenen Arbeitsplatzverluste führten nach 1945 zu einer neuen Auswanderungswelle nach Übersee. Die fehlenden Maschinen in der Landwirtschaft führten zu einer unproduktiven Subsistenzwirtschaft. Das Land war wirtschaftlich destabilisiert und geriet in einen Bürgerkrieg.
- Die Bedeutung des Wortes κατοχή für „verfügbare Mittel“ wandelte sich in der griechischen Sprache zu „Besetzung, Unterdrückung“.[37]

## Verfolgung von Tätern nach Kriegsende
Die Verfolgung von Tätern wurde von Seiten der Bundesregierung als Belastung der deutsch-griechischen Beziehungen betrachtet. Man verhandelte mit Griechenland um eine Herabsetzung der Anzahl der Täter, die juristisch belangt werden sollten. Von 911 Verdächtigten, denen „Mord, Körperverletzung, Notzucht, Raub, Plünderung und Brandstiftung“ vorgeworfen wurde, sagte die Bundesregierung zu, 22 Personen strafrechtlich zu verfolgen. Die Verfahren wurden nach Weiterreichung an die Landesbehörden jedoch überwiegend eingestellt.

## Verhandlungen über Ausgleichszahlungen
Eine finanzielle Begleichung der verursachten Schäden war nicht Gegenstand der Besprechungen 1952–1953. Griechische und italienische Kläger klagten in Italien gegen Deutschland auf Entschädigungszahlungen und bekamen vor dortigen Gerichten Recht. Dadurch verlor Deutschland zwei Prozesse in Italien, zuletzt im Oktober 2016.